# Elaphria niveopis
Elaphria niveopis là một loài bướm đêm trong họ Noctuidae.